# دنیل کلپنر
دنیل کلپنر (به انگلیسی: Daniel Kleppner) (١۶ دسامبر ١٩٣٢ - ١۶ ژوئیهٔ ٢٠٢۵) استاد بازنشسته فیزیک در دانشگاه اِم آی تی و مدیر مشترک مرکز تحقیقاتی اتم‌های فوق سرد ِ اِم آی تی - هاروارد بود.
او در سال ۲۰۰۵ جایزه ولف در فیزیک را به خاطر پژوهش‌هایش در مورد فیزیک اتمیِ سامانه‌های شبه هیدروژنی دریافت کرد. وی همچنین در سال ۲۰۰۶ موفق به دریافت نشان ملی علوم گردید.
کلپنر به همراه رابرت کولنکو، نویسندهٔ یک کتاب درسی مقدماتی بسیار مشهور در زمینه مکانیک کلاسیک است. ترجمه فارسی این کتاب توسط مرکز نشر دانشگاهی به چاپ رسیده‌است.